# Tipula (Eremotipula) sackeni
Tipula (Eremotipula) sackeni is een tweevleugelige uit de familie langpootmuggen (Tipulidae). De soort komt voor in het Nearctisch en Neotropisch gebied.